# シグニチャー・タワー・ジャカルタ
シグニチャー・タワー・ジャカルタ（英: Signature Tower Jakarta, 尼: Menara Signature Jakarta）は、インドネシアの首都ジャカルタのスディルマン・セントラル・ビジネス・ディストリクト（SCBD）に建設中の商業用超高層ビルである。2025年に竣工予定。
予定通りに竣工すると、高さ638m・地上114階・地下6階の構造となり、インドネシアで最高・世界で6番目に高いビルとなる。地下階は駐車場、地上階は地上階はオフィスやホテルのほか、住宅や会議場、娯楽施設などとして利用され、最上階の114階（515.8m）は展望台となる。
シグニチャー・タワーは2010年に構想が立案された。当初は2015年に施工し、2022年に竣工予定であったが、竣工予定は2025年に延期となっている。総工費は約15億ドルで、資金は中国工商銀行の融資による。建設は中国建築。